# 純正音程
純正音程（just interval, pure interval）は、その音程にある2つの楽音を同時に鳴らした場合に、うなりを生じないように合わせられた音程である。純正な音程の周波数比は整数比になる。基音の周波数比が小さな整数の比である場合、倍音の周波数の一致によってうなりが減少する。
純正なオクターヴは2:1であり、純正な完全五度は3:2、純正な完全四度は4:3である。